# روسلان وارطانوف
روسلان وارطانوف ( انگلیسی: Ruslan Vartanov؛ زادهٔ ۱۸ اوت ۱۹۷۱) کشتی‌گیر سابق و مربی کشتی فرنگی ارمنی‌تبار اهل لیتوانی است که در رشته کشتی فرنگی در بازی‌های المپیک تابستانی ۱۹۹۶ در آتلانتا به رقابت پرداخت. در سال ۲۰۰۲ وی از دانشگاه علوم تربیتی لیتوانی فارغ‌التحصیل گشت. او پانزده بار قهرمان لیتوانی در چندین وزن شده است و در سال ۱۹۹۳ برنده بازی‌های دریای بالتیک شد. او در حال حاضر یکی از مربیان تیم ملی کشتی فرنگی لیتوانی است.

## نتایج مهم
| -                                    | -                                    | -                                    | -                                    | -                                    | -                                    | -                                    |
| نتیجه                                | رکورد                                | حریف                                 | امتیاز                               | تاریخ                                | رویداد                               | مکان                                 |
| المپیک تابستانی ۱۹۹۶ - 14ام در 52 ک‌گ | المپیک تابستانی ۱۹۹۶ - 14ام در 52 ک‌گ | المپیک تابستانی ۱۹۹۶ - 14ام در 52 ک‌گ | المپیک تابستانی ۱۹۹۶ - 14ام در 52 ک‌گ | المپیک تابستانی ۱۹۹۶ - 14ام در 52 ک‌گ | المپیک تابستانی ۱۹۹۶ - 14ام در 52 ک‌گ | المپیک تابستانی ۱۹۹۶ - 14ام در 52 ک‌گ |
| ------------------------------------ | ------------------------------------ | ------------------------------------ | ------------------------------------ | ------------------------------------ | ------------------------------------ | ------------------------------------ |
| نه                                   | برد–                                 | آلفرد تر-مکرتچیان                    | ۰–۸                                  | ۲۲-۲۳ ژوئیه 1996                     | المپیک تابستانی ۱۹۹۶                 | آتلانتا                              |
| برد                                  | –                                    | Tiebiri Godswill                     | ۴–۰                                  | ۲۲-۲۳ ژوئیه 1996                     | المپیک تابستانی ۱۹۹۶                 | آتلانتا                              |
| نه                                   | –                                    | Nurym Dyusenov                       | ۱–۴                                  | ۲۲-۲۳ ژوئیه 1996                     | المپیک تابستانی ۱۹۹۶                 | آتلانتا                              |